# Чарлз Кеттерінг
Чарлз Франклін Ке́ттерінг (англ. Charles Franklin Kettering ; 29 серпня 1876 — 25 листопада 1958) — американський інженер, винахідник і підприємець, автор та співавтор понад 300 винаходів. Він був засновником компанії «Delco», а також керував дослідженнями у «General Motors» з 1920 до 1947 року. Серед його найбільше використовуваних розробок для автомобільної промисловості були електрична пускова система двигуна внутрішнього згоряння та етилований бензин. Крім того, у співробітництві з компанією «DuPont Chemical» він брав участь у створенні фреонового холодоагента для холодильних установок і систем кондиціювання повітря. У компанії «DuPont» Кеттерінг також відповідав за розробку лаків і емалей «Duco», перших фарб, що використовувались для фарбування серійних автомобілів. Працюючи з компанією «Dayton-Wright Airplane Company», він розробив повітряну торпеду, відому як «Жук Кеттерінга» (англ. Kettering Bug), яка вважається першим у світі дроном-камікадзе. Керував просуванням практичних, легких двотактних дизельних двигунів, революціонізувавши цим локомотивну і важку техніку.
Член Національної академії наук США (1928).

## Життєпис

### Ранні роки (1878—1904)
Чарлз Кеттерінг народився 29 серпня 1876 року в Лаудонвіллі (штат Огайо). Він був четвертим з п'яти дітей Джейкоба Генрі Кеттерінга і Марти (Гантер) Кеттерінг. З дитинства у хлопчика виявилися серйозні проблеми із зором, через що у шкільні роки він страждав від головного болю. Після закінчення школи, за прикладом своєї сестри Емми, Чарлз влаштувався на посаду вчителя початкової школи Банкер-Гілл (Bunker Hill School) у штаті Огайо.
Спочатку Кеттерінг один рік навчався в Коледжі Вустера, потім, вирішивши, що інженерна освіта є йому ближчою, перейшов до Університету штату Огайо. Він був членом братства Delta Upsilon. Проблеми із зором змусили Чарлза покинути навчання та влаштуватися на роботу. Протягом двох років він викладав у початковій школі в Міффіні (штат Огайо). Після відновлення зору він поновився в університеті та знову не зміг закінчити другий курс через проблеми з очима.
Наступні близько двох років він працював у Star Telephone Company, де займався будівництвом і обслуговуванням невеликих міських і заміських телефонних об'єктів включно з адаптацією та встановленням центральної акумуляторної системи.
Відхід з університету спершу призвів Чарльза до депресії, але потім він зрозумів, що набуті навички електротехніка можна використовувати в поточній роботі. Повернути душевну рівновагу та віру в себе йому допомогла і зустріч із майбутньою дружиною Олів Вільямс. Коли стан очей покращився, він зміг повернутися до навчання і 1904 року закінчив Університет штату Огайо, здобувши ступінь інженера-електрика.

### NCR, «Сарайна бригада» і «Delco» (1904—1909)
Кеттерінг був прийнятий на роботу одразу ж після університету й очолив дослідницьку лабораторію у «National Cash Register Company» (пізніше знана як «NCR Corporation»). Він придумав просту систему затвердження кредиту, попередницю сучасних кредитних карток, і електричний касовий апарат у 1906 році, що фізично спростило продавцям проведення продажів. Кеттерінг відзначився як практичний винахідник. Як він сказав: «Я мало спілкувався з іншими винахідниками та керівниками. Я жив із торговою групою. Вони мали певне уявлення про те, чого хочуть люди». Протягом п'яти років роботи в NCR, починаючи з 1904  до 1909 року, Кеттерінг отримав 23 патенти для NCR. Він пояснював свій успіх великою кількістю удач, але додав: «Я помічаю, що чим старанніше я працюю, тим більше мені щастить».
У 1907 році колега Кеттерінга по NCR Едвард Ендрю Дідс переконав його зайнятись розробкою удосконалень для автомобільної галузі. Дідс і Кеттерінг запросили інженерів NCR, зокрема Гарольда Е. Телботта, приєднатись до них для роботи вечорами і по вихідних у підсобному приміщенні Дідса. Колектив став відомим як «Сарайна бригада» (Barn Gang), а Кеттерінг отримав прізвисько «Босс Кет». Їхньою першою метою було знайти заміну магнето в системі запалювання двигуна внутрішнього згоряння. Розроблена система запалювання виявилась настільки вдалою, що в 1909 році Кеттерінг покинув NCR, щоб присвятити новому підприємству повний робочий день. Невдовзі їхня група увійшла до складу Dayton Engineering Laboratories Company («Delco Electronics»).

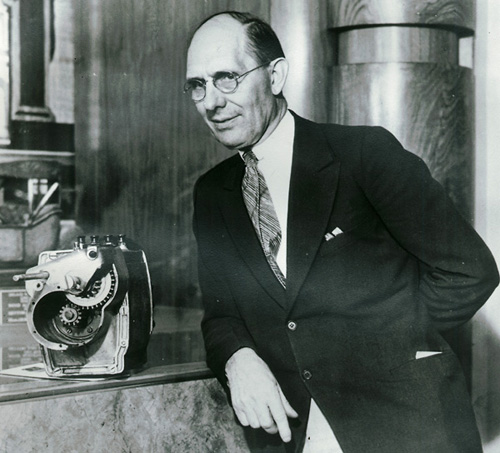
Чарлз Кеттерінг поряд зі своїм першим електричним стартером

### Створення електричного стартера (1909—1913)
Рукоятка, що використовувалася для запуску двигунів перших автомобілів, була небезпечною і могла в деяких випадках відскакувати, завдаючи травми. Після того, як Байрон Картер, засновник компанії Cartercar, загинув внаслідок такої аварії, Генрі Ліланд, очільник компанії Cadillac, вирішив створити електричний пристрій з автоматичним запуском. Але інженерам Ліланда не вдалось розробити достатньо компактний стартер, придатний до практичного застосування, і він звернувся до Кеттерінга. До лютого 1911 року «Delco» представила практичну конструкцію стартера.
Основна ідея Кеттерінга полягала у створенні електричної системи транспортного засобу, розрахованої на виконання трьох функцій, які досі реалізуються в сучасних автомобілях з бензиновими двигунами: запуск, вироблення іскри запалювання та живлення струмом світлових приладів. Ліланд замовив 12 тисяч пристроїв самозапуску для своїх моделей 1912 року, тоді «Delco» довелось перейти від досліджень і проєктування до безпосереднього виробництва. 1913 року винахід було відзначено Кубком Дьюара.

### «Flxible Sidecar» (1914—1918)
До 1915 року бізнес Delco став таким великим, що Едвард Дідс також звільнився з NCR, щоб
приділяти більше часу новій справі.
У 1914 році Кеттерінг взяв участь у заснуванні компанії «Flxible Sidecar», згодом він став її президентом і увійшов до ради директорів. Кеттерінг забезпечив значні кошти для компанії у перші роки її розвитку, особливо після 1916 року, коли він і його колега продали свою частку Dayton Engineering Laboratories Company («Delco») компанії United Motors Company. Кеттерінг продовжував очолювати «Flxible», аж поки у 1940-му не став головою ради директорів. Цю посаду він обіймав до кінця свого життя.

### General Motors Research Corporation (1918—1923)
У 1918 році «ACDelco» як підрозділ United Motors Company було продано General Motors і вона стала основою для General Motors Research Corporation і «Delco Electronics». Кеттерінг і Дідс надалі залишилися оперативними керівниками «Delco». На цей підрозділ було покладено завдання розробки системи запалювання авіаційного двигуна часів Першої світової війни «Liberty».
Було створено окрему організацію, Dayton-Wright Airplane Company, і Кеттерінг обіймав посаду віцепрезидента, відповідального за інженерні питання. Серед інших видів діяльності ця організація була головним виконавцем у розробці безпілотної літаючої торпеди «Жук» (англ. The Bug) на замовлення уряду Сполучених Штатів. Об'єкт, який ще називали «Жук Каттерінга», був готовий до виробництва на момент підписання перемир'я у Першій світовій війні в 1918 році. В іншій компанії, Dayton Metal Products, діяв дослідницький відділ, очолюваний Кеттерінгом, і цей підрозділ займався розробкою системи навігації для «Жука».
Кеттерінг став віцепрезидентом General Motors Research Corporation у 1920 році і обіймав цю посаду упродовж 27 років. З 1918 по 1923 рік він керував дослідженнями й розробками в дослідницьких лабораторіях GM в Дейтоні з метою комерціалізації двигунів з повітряним охолодженням для легкових і вантажних автомобілів. Комерціалізація, що проводилась між 1921 і 1923 роками, не увінчалась успіхом — як з технічних причин, так і з нетехнічних.
Дослідження Кеттерінга щодо палива базувалися на його передбаченні, що нафта буде в дефіциті, а присадки забезпечать збільшення ефективності двигуна за рахунок вищого ступеня стиснення. Його «високовідсотковий» розчин полягав у змішуванні етанолу з бензином, тоді як «низьковідсотковий розчин» полягав у пошуку добавок, які додавалися б у невеликих кількостях для підвищення того, що пізніше буде названо «октановим числом бензину». У грудні 1921 року Томас Міджлі-молодший і Кеттерінг визначили тетраетилсвинець (TEL) як добавку, яка усуне детонацію двигуна при розбавледенні у пропорції 1 : 1000. Купивши патент, вони стали просувати використання бензину з такою присадкою (етилованого бензину) як альтернативу іншим варіантам паливних сумішей. Кеттерінг став першим президентом новоствореної Ethyl Corporation, яка почала виробляти тетраетилсвинець у 1923 році. Рік по тому він найняв Роберта А. Кехо як медичного експерта, щоб проголосити, що етилований бензин безпечний для людини. Те, що використання такого пального було екологічною катастрофою та призвело до глобального забруднення свинцем, було визнано лише через багато десятиліть.

### Подальша кар'єра (1924—1958)
На пізнішому етапі кар'єри Кеттерінг активно брав участь у дослідженнях нових дизельних двигунів, зокрема двотактних і полегшених конструкцій. Ці дослідження зіграли важливу роль у розвитку тепловозів, першим з яких став 600-сильний моторний вагон швидкісного дизель-поїзда «Pioneer Zephyr».
Серія корпорацій, об'єднаних під спільною назвою «Electro-Motive Diesel», стала головним виробників локомотивів, застосовуючи переважно дизельні двигуни EMD 567, EMD 645 і EMD 710 — двотактні, середньошвидкісні й великої потужності. Робота Кеттерінга та його колег над поршневими двигунами внутрішнього згоряння також призвела до появи «Detroit Diesel Series 71», сімейства двотактних дизельних двигунів, призначених для вантажівок і важкої техніки.
Макс Лістон, один із співробітників Кеттерінга у GM, назвав його «одним з богів автомобільної галузі, особливо з винахідницької точки зору». З іншим колегою Едвардом Е. Дідсом Кеттерінга пов'язували ділові, професійні й особисті відносини протягом усього життя. 1914 року на знак визнання, що Дейтон — одне з провідних промислових міст у США завдяки наявності в ньому досвідчених інженерів і техніків, вони заснували Клуб інженерів Дейтона (Engineers Club of Dayton) і Форманський клуб Дейтона (Foreman's Club of Dayton). Останній згодом перетворився на Національну асоціацію управління (англ. National Management Association — NMA).
У 1927 році заснував Фундацію Кеттерінга, позапартійний дослідницький фонд.
Журнал Time від 9 січня 1933 року помістив зображення Кеттерінга на своїй обкладинці.

## Особисте життя
1 серпня 1905 року Чарлз Кеттерінг оженився на Олів Вільямс з Ашленда (штат Огайо). Їхня єдина дитина, Юджин Вільямс Кеттерінг, народилась 20 квітня 1908 року. 1930 року Юджин пішов працювати в компанію Winton Engine, яка була придбана General Motors і в кінцевому підсумку увійшла в Electro-Motive Diesel (EMD) — локомотивний підрозділ корпорації General Motors. Молодший Кеттерінг став центральною фігурою в розробці EMD 567 і Detroit Diesel 6-71, пропрацювавши в EMD до своєї відставки у 1960 році.
У 1914 році Чарлз Кеттерінг побудував будинок «Ріджлі Террас» (Ridgeleigh Terrace). Згідно з місцевими джерелами, цей будинок був першим у Сполучених Штатах, де було встановлено електричний кондиціонер. У «Ріджлі Террас» аж до своєї смерті жив його син Юджин. Дружина Юджина, Вірджинія Кеттерінг, багато років провела в цьому будинку, відновлюючи та ремонтуючи його. Наприкінці 1990-х років будинок зазнав серйозних ушкоджень внаслідок пожежі, але потім був відреставрований відповідно до первинної технічної документації.
Кеттерінг помер 25 листопада 1958 року. Після смерті його тіло перенесли до Клубу інженерів, де відбулась церемонія прощання. Поховали в мавзолеї на кладовищі  Woodland Cemetery and Arboretum у Дейтоні.

## Спадок
Кеттерінг володів 185 патентами США на винаходи. Він сконструював електричну систему запалювання, запуску двигуна та освітлення для автомобілів. Електричний стартер вперше був використаний в автомобілях Cadillac 1912 року. Це сприяло подальшому зростанню автомобільної промисловості, завдяки спрощенню умов користування автомобілем. Інші патенти включали переносну систему освітлення та інкубатор для недоношених дітей. Генератор із приводом від двигуна, об'єднаний з акумуляторними батареями, призвів до створення підрозділу «Delco Farm Light», який виробляв обладнання для забезпечення електроенергією фермерських садиб та інших віддалених від електромережі місць.

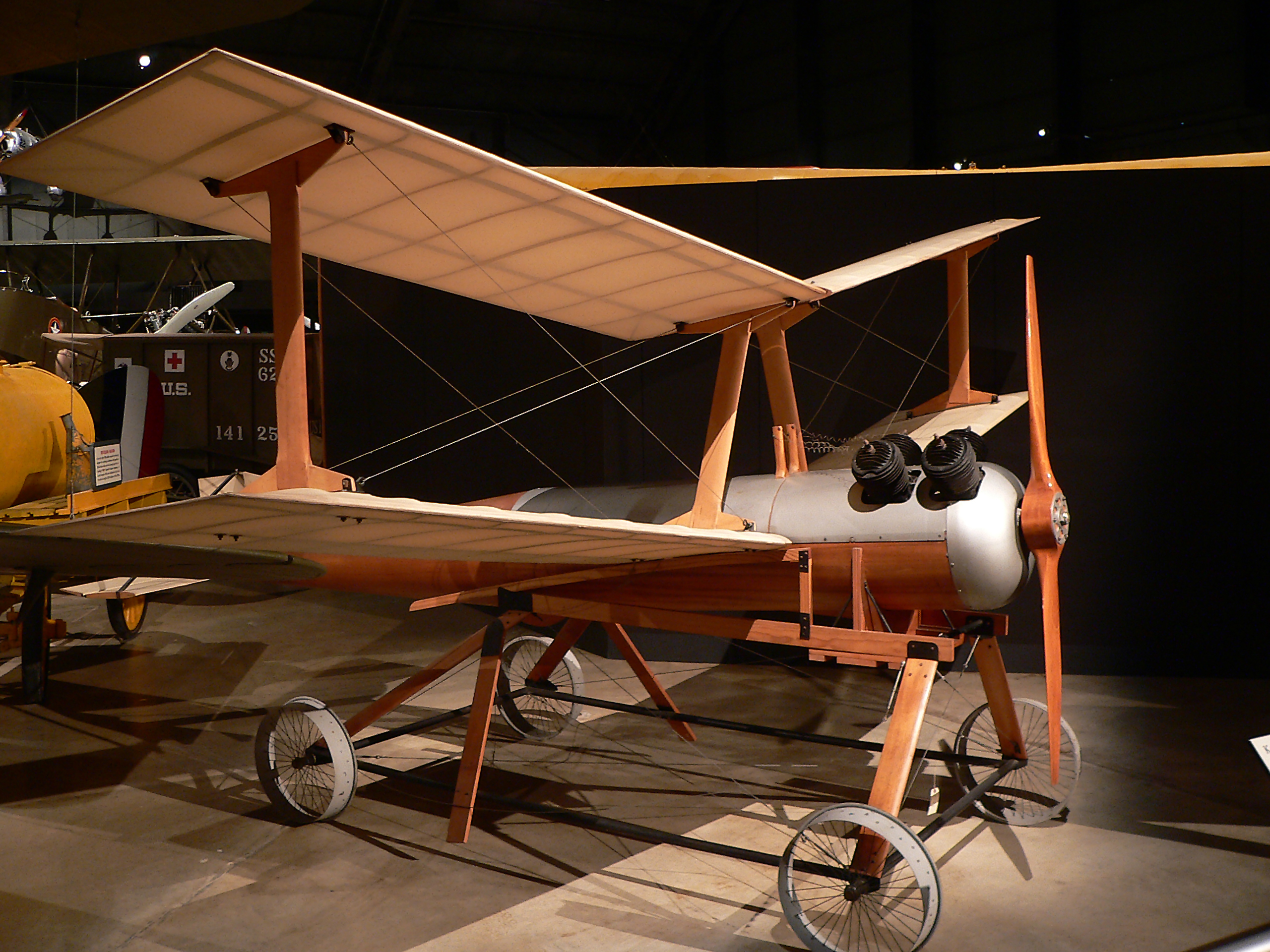
Модель літаючої торпеди Кеттерінга на виставці у Національному музеї Повітряних сил США в Дейтоні (штат Огайо)

У 1918 році Кеттерінг розробив літаючу торпеду, що отримала назву «Жук Кеттерінга» (Kettering Bug). Цей 300-фунтовий безпілотний літак з деревини мав 12-футові картонні крила і двигун потужністю 40 к. с. Він міг нести 300 фунтів вибухівки зі швидкістю 50 миль за годину і коштував 400 доларів. «Жук» вважається першим ударним безпілотним літальним апаратом. Досвід, набутий у процесі створення Kettering Bug, надалі призвів до розробки перших керованих ракет, а також радіокерованих безпілотників.
Розробка Кеттерінгом та його колегами етилованого бензину в кінцевому підсумку призвела до викиду в атмосферу в усьому світі внаслідок спалювання цього пального великої кількості свинцю. Через нейротоксичні властивості останнього етилований бензин був майже повсюдно заборонений з кінця 1990-х років. Розробка фреонів з використанням ХФВ стала однією з причин виснаження озонового шару. Однак протягом першої половини двадцятого століття більшість вчених, включаючи Кеттерінга та його колег, не могли правильно оцінити та зрозуміти потенціал руйнівного впливу цих та інших небезпечних речовин на навколишнє середовище. Ймовірно, вони розраховували на те, що плюси подібних розробок перекриють усі можливі мінуси. До того ж тоді ще нічого не знали про виснаження озонового шару. Потрібні були десятиліття, щоб з цього винести відповідні уроки.
Кеттерінг також розробив ідею фарб «Duco», брав участь у створенні дизельних двигунів, вивченні та розробці способів використання сонячної енергії. Крім того, він був піонером у застосуванні магнетизму до медичних методів діагностики.
Винаходи Кеттерінга, особливо електричний стартер, принесли йому достаток. 1945 року він, ґрунтуючись на передумові, що методи промислових досліджень можуть застосовуватися і в дослідженні раку, допоміг заснувати онкологічну лікарню в Нью-Йорку, яка згодом стала Меморіальним онкологічним центром імені Слоуна — Кеттерінга. Його син і невістка, Юджин і Вірджинія, створили медичний центр Кеттерінга в штаті Огайо як данину поваги Чарлзу Кеттерінгу та його внеску в галузь охорони здоров'я.

## Нагороди
- Медаль Франкліна (1936).
- Медаль Гувера (1955).
- Медаль Едісона (1958).

## Вшанування пам'яті
У 1998 році Інститут інженерії і управління GMI (колишній General Motors Institute) з Флінта (штат Мічиган) на честь Кеттерінга як засновника змінив свою назву на Університет Кеттерінга.
Меморіальний онкологічний центр імені Слоуна — Кеттерінга, центр досліджень і лікування раку у Нью-Йорку, також названо на його честь. З 1979 до 2005 року Фундація дослідження раку компанії General Motors (англ. General Motors Cancer Research Foundation) у 1975—2005 роках щорічно присуджувала премію Чарлза Кеттерінга за новий найвидатніший внесок у діагностику або лікування раку.
Місто Кеттерінг (передмістя Дейтона) у штаті Огайо, засноване в 1955 році, і розташований у ньому Коледж Кеттерінга також були названі на його честь.
Колишній полігон випробувань Повітряної служби Армії США Маккук Філд (McCook Field) тепер є дейтонським парком під назвою «Кеттерінг Філд» (Kettering Field). Крім того, на честь Кеттерінга названі декілька американських державних шкіл та інші об'єкти.

## Вибрані патенти на винаходи
- US patent 1108185, Charles F Kettering, "Store service credit system apparatus", issued 1906-02-27
- US patent 1231264, Charles F Kettering, "Ignition device", issued 1910-03-12
- US patent 1150523, Charles F Kettering, Charles R Short, "Engine-starting device", issued 1911-06-15
- US patent 1171055, Charles F Kettering, "Engine starting, lighting, ignition system", issued 1911-04-17
- US patent 1184858, Charles F Kettering, "Engine-starting device", issued 1911-06-22
- US patent 1243422, Charles F Kettering, William A Chryst, "Engine-starting system", issued 1915-08-13
- US patent 1338987, Charles F Kettering, "System of electrical generation and control", issued 1916-12-18
- US patent 1380974, Charles F Kettering, "Internal-combustion engine", issued 1917-02-05
- US patent 1605663, Charles F Kettering, Jr Thomas Midgley, "Motor fuel", issued -{{{m}}}-15
- US patent 1635216, Charles F Kettering, Thomas Midgley Jr., "Method and means for using low-compression fuels", issued 1924-01-03
- US patent 1760845, Charles F Kettering, Charles R Short, "Drive-shaft connection for motor-driven vehicles", issued 1927-01-24
- US patent 1886339, Charles F Kettering, "Refrigerating apparatus", issued 1928-12-31
- US patent 2007608, Charles F Kettering, "Two-Cycle Engine", issued 1931-05-27
- US patent 2417112, Charles F Kettering, "Electrical control system", issued 1943-07-03